# Campo da Barreira
O Campo da Barreira foi o primeiro local de jogos de futebol do Jundiahy Foot Ball Club (1903-1908) e do seu sucessor, o Paulista Futebol Clube (1909-atualmente), em Jundiaí, São Paulo, entre os anos de 1903 e 1916. Ficava localizado no Bairro da Barreira, atual Vila Rio Branco,

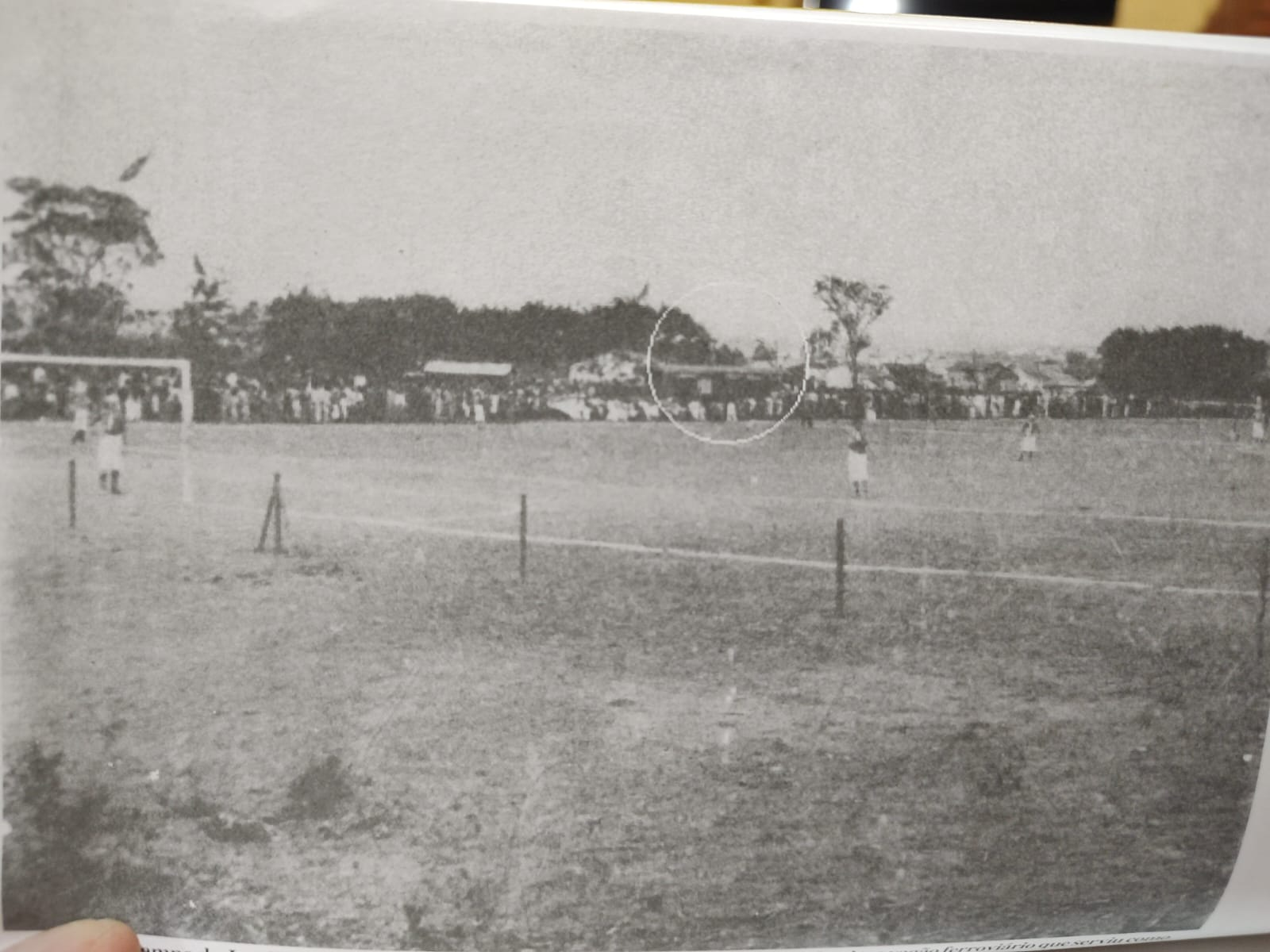
Campo da Barreira, em Jundiaí, São Paulo, na primeira partida da história do Jundiahy Foot Ball Club, precursor do Paulista Futebol Clube, em 1903, contra a Associação Athlética União da Lapa.

## História
À época, o gramado era utilizado para a prática recreativa do esporte bretão por funcionários da Companhia Paulista de Estradas de Ferro, responsáveis pela fundação de ambas as equipes em 1903 e 1909, respectivamente, e ficava na frente do terreno em que a ferrovia tinha seu escritório e oficina, onde atualmente existe o Espaço Expressa (antigo Complexo Fepasa).
Em 1916, com a compra do terreno, e em 1918, com a construção do Estádio da Vila Leme, o Paulista deixa de utilizar o Campo da Barreira e se muda para o novo local onde ficaria até 1956, quando é inaugurado o Estádio Dr. Jayme Cintra.

## Local
Não há, até o momento, uma definição exata do local onde ficava o Campo da Barreira. Cláudio Lucato, no livro que conta a história do Paulista Futebol Clube, afirma que o terreno ficava onde, nos anos 2000, era a fábrica da Fleishmann, mas não há exatidão cartográfica no manuscrito.

Em seu livro, o autor detalha sua experiência acerca do local mais de 10 anos após o fim da utilização por parte do Paulista Futebol Clube.
"O campo que conheci criança, ainda na década de 1930 [...] era um rapadão e sequer tinha gradis de separação do campo propriamente dito e os torcedores. Lembro-me de  que, quando a bola era disputada num dos cantos do campo, os torcedores adentravam ao rapadão para acompanhar as jogadas. Quantas brigas homéricas aconteceram ali. Contava o meu pai que, muitas vezes, durante um transcurso do jogo, torcedores batiam nos jogadores com guarda-chuvas ou outros objetos". LUCATO, Cláudio (2020)